# Parazoanthus swiftii
Parazoanthus swiftii is een Zoanthideasoort uit de familie van de Parazoanthidae. De wetenschappelijke naam van de soort werd in 1860 voor het eerst geldig gepubliceerd door Duchassaing & Michelotti. Deze soort groeit symbiotisch op verschillende soorten sponzen. Het wordt gevonden in ondiepe wateren van de Caraïbische Zee en de westelijke Atlantische Oceaan.

## Beschrijving
Parazoanthus swiftii is een koloniale korstanemoon dat groeit in kleine onregelmatige groepen en lineaire rijen die over het oppervlak van zijn gastheerspons kronkelen. Het heeft geen kalkskelet, maar de poliepen zijn verbonden door een vliezige basale verbinding. De poliepen zien eruit als kleine zeeanemonen, zijn oranje of felgeel en hebben een diameter van ongeveer 6 millimeter. Ze hebben een slanke kolom en tot zesentwintig lange, dunne, lichtgele tentakels. Maar liefst de helft van het oppervlak van de spons kan worden bedekt door het koraal, dat uit maximaal 200 poliepen kan bestaan.

## Verspreiding
Parazoanthus swiftii komt veel voor in de Caraïbische Zee en rond de Bahama's. Het is ook bekend uit Jamaica, Puerto Rico en de Maagdeneilanden. Het wordt meestal gevonden op een diepte tussen 10 en 20 meter, maar komt af en toe voor in ondieper water. Het wordt altijd gevonden terwijl hij een spons koloniseert, vaak de bruine buisspons (Agelas conifera), de groene vingerspons (Iotrochota birotulata) of de roze of bruine Topsentia ophiraphidites. Het komt meestal voor op zanderige of slibrijke locaties.